# ポラントリュイ占領
ポラントリュイ占領（ポラントリュイせんりょう、フランス語: Prise de Porrentruy）は、第一次対仏大同盟戦争中の1792年4月28日、フランス立憲王国とハプスブルク帝国の間の戦闘。フランス軍はバーゼル司教領のポラントリュイを包囲、戦闘を経たずして占領した。

## 経過
アルザス地方に関する最後通牒が発された5日後の1792年4月20日、フランスはボヘミアおよびハンガリーの王（後の神聖ローマ皇帝フランツ2世）に宣戦布告した。王立ドイツ騎兵連隊やフザール・ド・サックスなどの正規軍は逃亡したか敵側に切り替わっていた。しかし連合軍は優勢にもかかわらず進軍が緩慢で、フランスのライン方面軍司令官ニコラ・リュクネールは要地のポラントリュイを攻略してフランスへの侵攻を防ごうとした。彼は下アルザスの端、ローターブール、ランダウ・イン・デア・プファルツ、ヴィサンブールの間で軍勢1万2千を配置していた。
リュクネールはアダム・フィリップ・ド・キュスティーヌにバーゼル司教領のポラントリュイ県への進軍を命じた。そうすることで、近くのフランス国境への侵攻を防ぐことができた。副官シャルル・グランジェ・ド・ラ・フェリエール大佐率いる第23歩兵連隊、3個歩兵大隊、1個砲兵中隊、竜騎兵300人など計2,000人の軍勢を率いるキュスティーヌは命令に従って進軍、ポラントリュイの降伏を要求した。ポラントリュイにはオーストリア軍400人の駐留軍がいたが、バーゼル司教フランツ・ヨーゼフ・ジギスムント・フォン・ロッゲンバッハは包囲戦を望まず、駐留軍をビエンヌへ後退させた。キュスティーヌは戦闘をせずにポラントリュイを占領、ローモン山（Laumont）を駆使してフリブール、バーゼル、ゾロトゥルン、ビエンヌなどを守備できた。